# 全国珠算教育連盟
公益社団法人全国珠算教育連盟は、日本の公益社団法人である。珠算教育を推進している。
1953年9月24日設立。2013年7月より、公益社団法人として活動。世界珠算心算連合会に加盟。